# Базетов, Нурулла Хасанович
Нурулла́ Хаса́нович Базе́тов (1907—1979) — советский металлург, сталевар Верх-Исетского металлургического завода, новатор металлургического производства, зачинатель движения за скоростные плавки.

## Биография
Родился в 1907 году. Член ВКП(б) с 1939 года.
В годы Великой Отечественной войны добился значительного увеличения съёма стали с 1 м² пода мартеновской печи. В 1942 году довёл съём стали до 16 тонн (при среднем съёме по заводу 5 тонн). Организовал одну из первых комсомольско-молодёжных бригад. Всю войну вел подготовку молодых сталеваров.
С 1945 года — мастер мартеновских печей.
Умер в 1979 году в Свердловске. Похоронен на Широкореченском кладбище.

## Награды
- Орден Ленина (18.05.1942)[2] — за образцовое выполнение заданий по производству специальных сталей для нужд обороны страны
- Орден Красной Звезды
- Орден Трудового Красного Знамени